# Onder het Witte Masker: de film die Haesaerts had kunnen maken
Onder het witte masker: de film die Haesaerts had kunnen maken is een korte film uit 2020 geregisseerd door Matthias De Groof. De film maakt gebruik van fragmenten uit "Under the Black Mask", een film uit 1958 over Congolese kunst, geregisseerd door de Belgische kunstenaar Paul Haesaerts en gekwalificeerd als koloniale propaganda. Dit nieuwe werk stelt zich voor wat de maskers zouden hebben gezegd.

## Plot
"Onder het Witte Masker" is een korte film die gebruikmaakt van fragmenten uit "Under The Black Mask", een film uit 1958 over Congolese kunst, geregisseerd door de Belgische kunstenaar Paul Haesaerts en beschouwd als koloniale propaganda. Deze nieuwe film stelt zich voor wat de maskers, nu onderwerpen en niet langer objecten, zouden zeggen. "Onder het Witte Masker" beperkt zich tot elementen die al bestonden in 1958.

## Productie
De film werd geproduceerd door Cobra-films met hulp van de Museum aan de Stroom. De maskers die in de film worden gebruikt, zijn afkomstig uit het Museum aan de Stroom. Daarnaast wordt Aimé Césaire's boek "Discourse on Colonialism" in het Lingala besproken.

## Trivia
De film is te zien op de New York Times series genaamd Op-Docs.